# حمامة وردية
الحمامة الوردية (الاسم العلمي: Nesoenas mayeri)، هي نوع من الحمام في فصيلة الحماميات المتوطنة في موريشيوس. كاد الحمام الوردي أن ينقرض في التسعينيات ولا يزال نادرًا جدًا. إنهُ الحمام الوحيد الذي لم ينقرض في جزر ماسكارين. كان على وشك الانقراض في عام 1991 عندما بقي 10 أفراد منه فقط، لكن أعدادها زادت بسبب جهود صندوق دوريل لحماية الحياة البرية [الإنجليزية] منذ عام 1977. بينما لا يزال عدد أفراده أقل من 500 طائر اعتبارًا من عام 2011، قام الاتحاد الدولي لحفظ الطبيعة بإدراجه في قائمة الأنواع المهددة بخطر الانقراص الأقصى إلى فئة أنواع مهددة بالانقراض على القائمة الحمراء للأنواع المهددة بالانقراض في عام 2000، ثم أُدرجت مرة أخرى في قائمة الأنواع المهددة بخطر الانقراض الأدنى في عام 2018